# La voz Perú
La voz Perú es un concurso de canto peruano, producido por Rayo en la Botella  para Latina Televisión, basado en el formato de la franquicia neerlandés The Voice. Participan aspirantes de 16 años en adelante, escogidos en audiciones públicas. El ganador es escogido por los televidentes mediante el mensaje de texto, llamadas telefónicas o votos por el sitio web o app de Latina Televisión, y recibe un contrato con Universal Music para grabar un sencillo y un video musical. Ha habido 6 ganadores del show: Daniel Lazo, Ruby Palomino, Yamilet de la Jara, Marcela Navarro, Lita Pezo y Luis Manuel Valdivieso.
Estrenado el 30 de septiembre de 2013, fue añadiendo secuencialmente una temporada por año. El programa emplea un panel de cuatro entrenadores quienes critican las actuaciones de los participantes. Cada entrenador guía a su equipo de artistas seleccionados a lo largo de la temporada. También compiten para que las decisiones que tomen lo ayuden a ser el entrenador ganador. El panel original de entrenadores estuvo conformado por Eva Ayllón, Jerry Rivera, Kalimba y José Luis Rodríguez el Puma; la tercera temporada, estuvo a cargo de Álex Lora, Gian Marco, Eva Ayllón y Luis Enrique, y la cuarta temporada por Eva Ayllón, Mike Bahía, Daniela Darcourt y Guillermo Dávila. Asimismo, la presentación estuvo a cargo de Cristian Rivero y Karen Schwarz como copresentadora en el backstage.

## Historia
La voz Perú se basa en un formato de competición similar de los Países Bajos titulado The Voice of Holland. El ganador recibe un contrato discográfico con Universal Music. El formato de La voz fue ideado por John de Mol, el cual es producido en diferentes lugares del mundo desde 2011. En 2013 Ricardo Morán compró los derechos para producirse una edición local.
En La voz Perú un jurado de cuatro profesionales, de espaldas a los participantes, escuchan cantar. Cuando a alguno de ellos le gusta lo que oye, apretará un botón y su silla se dará vuelta, convirtiéndolo así en el «padrino» de ese concursante.
Lo novedoso del programa está en su dinámica. A diferencia de otros certámenes de canto, como Yo soy, en esta versión, los integrantes del jurado permanecen dados vuelta en el transcurso de la actuación de los participantes. Así, sólo a partir de la voz, cada juez seleccionará qué participantes quiere para su equipo.
De esta forma, el concurso se subdivide en diferentes fases: la instancia del canto “ciego” (Audiciones a ciegas) la selección y el duelo entre equipos (Las batallas y los knockouts) con actuaciones preparadas para las galas especiales y las presentaciones en vivo (Conciertos en vivo).

## Formato
La voz Perú consiste en elegir de entre un grupo de concursantes de distintas edades a aquellos que destaquen por sus cualidades vocales sin que su imagen influya en la decisión del jurado, el cual está integrado por conocidos artistas que posteriormente dirigen su formación artística. El objetivo de este formato es tratar de encontrar al mejor artista del país dentro del concurso.

### Etapa 1: Audiciones a ciegas
En esta primera etapa de las audiciones a ciegas, los entrenadores escuchan a los participantes de espalda sin poder verlos. Si a los entrenadores les gusta lo que oyen, apretarán un botón y su silla se dará vuelta como significado de querer su voz en sus equipos. En caso de que más de un entrenador gire su silla, el concursante tiene la opción de elegir con cual de ellos trabajará en su equipo. Las audiciones a ciegas finalizan cuando cada entrenador tenga treinta concursantes con quienes trabajar. Cada entrenador participará en el desarrollo de sus participantes, aconsejándolos y guiándolos.

### Etapa 2: Batallas
Luego en la segunda etapa, la competencia llega a una ronda de duelos llamados «las batallas», esta consiste en que cada entrenador elige a dos o tres concursantes de su propio equipo para que compitan entre sí mismos cantando la misma canción. Al final de cada presentación, una vez terminado el duelo vocal, el entrenador decidirá quién clasifica para la siguiente etapa. En cada temporada, cada entrenador recibe la ayuda de mentores invitados, que le ayudan a asesorar a sus participantes para realizar una buena presentación, aportando su punto de vista para tomar la mejor decisión en el equipo.

### Etapa 3:Knockouts
Durante esta ronda, una pareja de participantes del mismo equipo son seleccionados para realizar actuaciones en el mismo momento. Cada artista tiene la posibilidad de elegir su propia canción, y reciben, además, la ayuda y consejos de sus entrenadores y de un invitado especial. Al final de ambas presentaciones, cada entrenador selecciona a uno de ellos para que avance a la siguiente ronda. Sin embargo, en esta etapa cada entrenador recibe la oportunidad del «robo», 2 en total, los cuales les permiten salvar e incorporar a sus equipos a concursantes eliminados por otros entrenadores durante esta ronda.

### Etapa 4:Playoffs
En los playoffs, los participantes se presentan individualmente en rondas por equipos para demostrar una vez más su talento; y donde cada entrenador deberá salvar a dos participantes (de los 8 en total) que avanzarán directamente a los shows en vivo, mientras que los demás dependerán de los votos de la audiencia, quedando así cuatro participantes. Cada preparador, luego de escuchar todas las actuaciones, deberá seleccionar a dos participantes de su equipo.

### Etapa 5: Shows en vivo
En esta etapa final, cada participante se presenta de manera individual y 100% en vivo ante el público, realizando una actuación musical consecutiva con la finalidad de obtener la mayor cantidad de votos por parte de este, dejando que cada entrenador elija de los concursantes restantes, a quién darle la posibilidad de seguir concursando y a quien eliminar. En la siguiente ronda, el público elige entre los dos concursantes restantes de cada equipo, así como cada entrenador, cuya decisión se equilibra con la del público. Asimismo, en la semifinal y gran final, no solo se presentarán canciones en solitario, sino que cada finalista realizará un dueto con su entrenador. La palabra y decisión final la tendrá el público, que consagrará a uno de los cuatro finalistas como el ganador, quien firmará un contrato con Universal Music para grabar su propio disco.

## Controversias
A pesar de mostrarse como una cantante superior, Irene Ramos fue eliminada por Claudia Serpa. Una tremenda batalla fue experimentada en La voz Perú. Claudia Serpa e Irene Ramos participaron en un duelo de talentos en la última edición de la fase de 'The Battles' en el show. Aunque el público asumió que Irene Ramos tomó la batalla, 'El Puma' salió con una decisión inesperada y decidió elegir a Claudia Serpa, que no pensó en ser la ganadora de la batalla.
Asimismo, la eliminación de Andrea Ramos y Johnny Lau no solo causó sorpresa, también generó controversia entre los seguidores del programa. Johnny y Andrea eran favoritos para llegar a la final. Sin embargo los votos del público decidieron que Ramos no continúe en competencia. Del mismo modo, Lau, del equipo de Kalimba, tuvo que dar un paso al costado al ser derrotado por su contendor, Claudio Urrutia.
Además, Manu Carrera, otro de los participantes que por su talento se hizo merecedor de los halagos del jurado, quedó fuera de la competencia.
En Twitter, las reacciones fueron diversas, en su mayoría, en contra de estos resultados.
La eliminación de Las Gemelas Ramos en la primera temporada de la voz se consideró controvertida debido a la popularidad del dúo, ya que se los consideraba la sensación del programa.
En la cuarta temporada hubo una gran batalla del Equipo de Eva Ayllón en el que ganó Carmen Marina se causó varias reacciones en los sitios webs más famosas a favor de la contrincante Luz Merly.
Durante los Knockouts, Bárbara Candiotti fue eliminada del equipo de Eva por Lucy Young, causando controversia en redes sociales. Asimismo, Fernando Alcalde también fue eliminado por Guillermo Dávila al ser derrotado por Oriana Montero y ningún entrenador usó la opción de robo, causando desconcierto en los seguidores del programa, ya que era uno de los favoritos del Equipo Guillermo.

## Elenco

### Presentadores
Cristian Rivero ha sido el presentador del programa desde su primera temporada. Asimismo se añadió a Diego Ubierna, integrante de la banda Ádammo, como coconductor de la Sala de Redes para la primera y segunda edición; mientras que, Jesús Alzamora, tomó este cargo en la tercera temporada.

### Entrenadores
El día sábado 3 de agosto de 2013 fue dada a conocer la lista oficial de los cuatro entrenadores para La voz Perú: el cantante de salsa puertorriqueño Jerry Rivera, el cantante mexicano de pop Kalimba, el cantante venezolano José Luis Rodríguez "El Puma" y la cantante peruana Eva Ayllón.
El día lunes 10 de agosto de 2015 fue dada a conocer la nueva lista oficial de los cuatro entrenadores de La voz Perú: el cantante de salsa nicaragüense Luis Enrique, el cantante mexicano de rock Alex Lora y los peruanos Gianmarco y Eva Ayllón.
El año 2021, el programa inició sus transmisiones con coaches nuevos como el venezolano Guillermo Dávila, la peruana Daniela Darcourt, el colombiano Mike Bahía y la también peruana Eva Ayllón. Un año después, se integran en el equipo de coaches para su temporada 2022, el exintegrante de Sin Bandera, el argentino-mexicano Noel Schajris y el vocalista del grupo de cumbia Grupo 5, Christian Yaipén, quienes acompañaron a Daniela y Eva durante esa temporada. 
Actualmente, los nuevos integrantes del equipo de coaches son el cantante de cumbia y exintegrante de Bareto, Mauricio Mesones, la cantante, actriz y presentadora Maricarmen Marín, conocida por su música y por actuar en series y películas; y el cantautor, músico y presentador Raúl Romero, quienes acompañan a Eva Ayllón en este panel de coaches para esta temporada. 
Referencia de color
     – Temporadas como entrenador
 – Entrenador ganador de la Temporada
| Entrenador                 | Temporadas     | Temporadas     | Temporadas     | Temporadas     | Temporadas     |
| Entrenador                 | 1 (2013)       | 2 (2014)       | 3 (2015)       | 4 (2021)       | 5 (2022)       |
| -------------------------- | -------------- | -------------- | -------------- | -------------- | -------------- |
| Eva Ayllón                 |                |                |                |                | Medalla de oro |
| Jerry Rivera               |                | Medalla de oro |                |                |                |
| José Luis "Puma" Rodríguez | Medalla de oro |                |                |                |                |
| Kalimba                    |                |                |                |                |                |
| Álex Lora                  |                |                | Medalla de oro |                |                |
| Luis Enrique               |                |                |                |                |                |
| Gian Marco                 |                |                |                |                |                |
| Daniela Darcourt           |                |                |                |                |                |
| Mike Bahía                 |                |                |                |                |                |
| Guillermo Dávila           |                |                |                | Medalla de oro |                |
| Christian Yaipén           |                |                |                |                |                |
| Noel Schajris              |                |                |                |                |                |

### Asesores
| 1 | Cecilia Bracamonte Equipo Eva Ayllón     | Raúl Romero Equipo Jerry Rivera      | Anna Carina Equipo Kalimba          | Diego Dibós Equipo El Puma                        |
| 2 | Stefano Vieni Equipo Kalimba             | Érika Villalobos Equipo Jerry Rivera | Jandy Feliz Equipo Eva Ayllon       | Daniel Lazo Equipo El Puma                        |
| 4 | Christian Yaipén Equipo Eva Ayllón       | Danny Ocean Equipo Mike Bahía        | Mauri Stern Equipo Guillermo Dávila | Tito Nieves Equipo Daniela Darcourt               |
| 5 | Elmer Yaipén Jr. Equipo Christian Yaipén | Mauri Stern Equipo Eva Ayllón        | Anna Carina Equipo Noel Schajris    | Tito Nieves Jonathan Moly Equipo Daniela Darcourt |

## Temporadas

### Primera temporada (2013)
La primera temporada de La voz Perú se estrenó el 30 de septiembre de 2013, después de la última temporada del año del programa de televisión peruano Yo soy y concluyó el 20 de diciembre. El panel de entrenadores incluía a José Luis Rodríguez "El Puma", Jerry Rivera, Eva Ayllón y Kalimba. Cristian Rivero y Diego Ubierna fueron confirmados como conductor y coconductor respectivamente.
Cada entrenador tuvo que elegir a 14 participantes por equipo para la ronda de Conciertos en Vivo, siendo el Top 16 (semana final) del programa los siguientes:
Referencia de color
     – Ganador
     – Segundo lugar
     – Tercer lugar
     – Cuarto lugar
El ganador de la temporada se encuentra en negrita, mientras que los finalistas, en cursiva.
| Temporada |                                                               |                                                          |                                                                 |                                                                     |
| Temporada | Equipo Eva                                                    | Equipo Jerry                                             | Equipo Kalimba                                                  | Equipo Puma                                                         |
| --------- | ------------------------------------------------------------- | -------------------------------------------------------- | --------------------------------------------------------------- | ------------------------------------------------------------------- |
| 1         | Javier Arias · Aldo Riccio · Stephanie Chaparro · Leo Rengifo | Karolina Cruz Alejandra Alfaro Jeremy Gómez Cielo Torres | Michael Abanto · Fico Mau · Claudio Urrutia · Silvana Del Campo | Daniel Lazo · Alejandro Guerrero · Claudia Serpa · Jhonatan Sánchez |

### Segunda temporada (2014)
La segunda temporada de La voz Perú se estrenó el 23 de septiembre de 2014 después de la temporada Campeón de campeones del programa Yo soy. El panel de entrenadores original se mantuvo intacto. Cristian Rivero y Diego Ubierna permanecieron como conductor y coconductor respectivamente del programa.
Cada entrenador tuvo que elegir a 12 participantes por equipo para la ronda de Conciertos en Vivo, siendo el Top 16 (semana final) del programa los siguientes:
Referencia de color
     – Ganador
     – Segundo lugar
     – Tercer lugar
     – Cuarto lugar
El ganador de la temporada se encuentra en negrita, mientras que los finalistas, en cursiva.
| Temporada | Equipo                                                       | Equipo                                                             | Equipo                                                 | Equipo                                                            |
| Temporada | Equipo Kalimba                                               | Equipo Jerry                                                       | Equipo Eva                                             | Equipo Puma                                                       |
| --------- | ------------------------------------------------------------ | ------------------------------------------------------------------ | ------------------------------------------------------ | ----------------------------------------------------------------- |
| 2         | Teresa Medrano · Miguel Laporte · Álvaro Rivera · Gary Ávila | Ruby Palomino · Glenizaida Almánzar · Renzo Vásquez · Joao Pereyra | Ronald Arteta Noelia Calle Maricruz Bisso Takeo Murata | Martin Tremolada · Juliana Molina · José Gaona · Cristian Tasilla |

### Tercera temporada (2015)
La tercera temporada de La voz Perú se estrenó el 27 de septiembre de 2015 después de la Temporada 13 de Yo Soy. El panel de entrenadores fue modificado, los nuevos entrenadores son; Luis Enrique, Gianmarco y Alex Lora, la entrenadora Eva Ayllón continua en la tercera temporada. Cristian Rivero permanece como conductor y Jesús Alzamora es el nuevo coconductor del programa.
Referencia de color
     – Ganador
     – Segundo lugar
     – Tercer lugar
     – Cuarto lugar
El ganador de la temporada se encuentra en negrita, mientras que los finalistas, en cursiva.
| Temporada |                                                             |                                                         |                                                            |                                                                   |
| Temporada | Equipo Luis Enrique                                         | Equipo Eva                                              | Equipo Gian Marco                                          | Equipo Alex                                                       |
| --------- | ----------------------------------------------------------- | ------------------------------------------------------- | ---------------------------------------------------------- | ----------------------------------------------------------------- |
| 3         | Jairo Tafur · Roberto Herrera · Cedric Vidal · Kate Candela | Jair Mendoza Ángela Begazo Robinson Vidal Pamela Abanto | Susan Ochoa · Diego Chávez · Luis Alcazar · Grecia Cadillo | Yamilet de la Jara · Franco Cáceres · Steph Red · Jefferson Tadeo |

### Cuarta temporada (2021)
La cuarta temporada de La voz Perú se estrenó el 14 de junio de 2021 después de Yo soy: Nueva generación (sexta temporada de Yo soy Kids). El panel de entrenadores fue modificado, los nuevos entrenadores son: Guillermo Dávila, Mike Bahía y Daniela Darcourt. La entrenadora Eva Ayllón continua en la cuarta temporada, y Cristian Rivero permanece como conductor y Karen Schwarz es la nueva coconductora del programa.
Referencia de color
     – Ganador
     – Segundo lugar
     – Tercer lugar
     – Cuarto lugar
El ganador de la temporada se encuentra en negrita, mientras que los finalistas, en cursiva.
| Temporada |                                                               |                                                          |                                                                  |                                                                 |
| Temporada | Equipo Eva                                                    | Equipo Mike                                              | Equipo Guillermo                                                 | Equipo Daniela                                                  |
| --------- | ------------------------------------------------------------- | -------------------------------------------------------- | ---------------------------------------------------------------- | --------------------------------------------------------------- |
| 4         | Valeria Zapata · Thony Valencia · Lucy Young · Milena Warthon | Randy Feijoo · Jeyko Atoche · Iván MC · Nicolle Manrique | Marcela Navarro · Fito Flores · Sebastían Mahle · Emanuel Rivera | Aldair Sánchez Sebastían Palma Joaquina Carruitero Jair Montaño |

### Quinta temporada (2022)
La quinta temporada de La voz Perú se estrenó el 4 de julio de 2022 después de Yo soy: 10 años (Trigesimotercera temporada de Yo soy). El panel de entrenadores fue modificado, los nuevos entrenadores son: Christian Yaipén y Noel Schajris. Las entrenadoras Eva Ayllón y Daniela Darcourt continuaron de la cuarta temporada, y Cristian Rivero permanece como conductor y Pedro Pablo Corpancho es el nuevo coconductor del programa.
Referencia de color
     – Ganador
     – Segundo lugar
     – Tercer lugar
     – Cuarto lugar
El ganador de la temporada se encuentra en negrita, mientras que los finalistas, en cursiva.
| Temporada |                                                                 |                                                                                    |                                                              |                                        |
| Temporada | Equipo Christian                                                | Equipo Eva                                                                         | Equipo Noel                                                  | Equipo Daniela                         |
| --------- | --------------------------------------------------------------- | ---------------------------------------------------------------------------------- | ------------------------------------------------------------ | -------------------------------------- |
| 5         | Edu Lecca · Fernanda Rivera · Sandra Saldaña · Deyker Hernández | Lita Pezo · Arturo Sonero del Guetto · Carmen Castro · Gretell Sanabia "La cubana" | Veruska Verdú · Coti Loyola · Briela Cirilo · Vanessa Cardiu | Beik Tesania Danielle Gabriela Salazar |

### Sexta temporada (2023)
La sexta temporada de La Voz Perú se estrenó el 16 de enero de 2023, siendo esta una edición de verano con ritmos tropicales únicamente. El panel de entrenadores fue modificado, Mauricio Mesones, Maricarmen Marín y Raúl Romero se integraron como nuevos jurados,  y Eva Ayllón repite silla esta temporada. Como conductor estuvo Jesús Alzamora y su esposa María Paz Gonzáles-Vigil fue la nueva coconductora del programa.
Referencia de color
     – Ganador
     – Finalistas
El ganador de la temporada se encuentra en negrita, mientras que los finalistas, en cursiva.
| Temporada |                                                              |                                                  |                                                         |                                                     |
| Temporada | Equipo Mauricio                                              | Equipo Eva                                       | Equipo Raúl                                             | Equipo Maricarmen                                   |
| --------- | ------------------------------------------------------------ | ------------------------------------------------ | ------------------------------------------------------- | --------------------------------------------------- |
| 6         | Luis Manuel · Joss Quintana · Celima Victoria · Edmary Gomez | Lucy Young Jhon Camacho Dimas Ysla Fabian Quiala | Asmir Young Richie Ramírez Arnold Alcántara Frank Ariel | Lucero López Maria Paola Giani Mendez Grace Morales |

## Resumen
| - Equipo Kalimba - Equipo Luis | - Equipo Puma - Equipo Gian | - Equipo Jerry - Equipo Álex | - Equipo Eva - Equipo Mike | - Equipo Daniela - Equipo Guillermo | - Equipo Noel - Equipo Christian |

| Temporada | Inicio                   | Final                   | Ganador            | Segundo Lugar    | Tercer Lugar   | Cuarto Lugar   | Entrenador Ganador  | Presentador     | Backstage                | Coaches (Orden de las Sillas) | Coaches (Orden de las Sillas) | Coaches (Orden de las Sillas) | Coaches (Orden de las Sillas) | Cadena |
| Temporada | Inicio                   | Final                   | Ganador            | Segundo Lugar    | Tercer Lugar   | Cuarto Lugar   | Entrenador Ganador  | Presentador     | Backstage                | 1                             | 2                             | 3                             | 4                             | Cadena |
| --------- | ------------------------ | ----------------------- | ------------------ | ---------------- | -------------- | -------------- | ------------------- | --------------- | ------------------------ | ----------------------------- | ----------------------------- | ----------------------------- | ----------------------------- | ------ |
| 1         | 30 de septiembre de 2013 | 20 de diciembre de 2013 | Daniel Lazo        | Michael Abanto   | Javier Arias   | Karolina Cruz  | José Luis Rodríguez | Cristian Rivero | Diego Ubierna            | Eva                           | Jerry                         | Kalimba                       | Puma                          |        |
| 2         | 23 de septiembre de 2014 | 19 de diciembre de 2014 | Ruby Palomino      | Martin Tremolada | Teresa Medrano | Ronald Arteta  | Jerry Rivera        | Cristian Rivero | Diego Ubierna            | Kalimba                       | Jerry                         | Eva                           | Puma                          |        |
| 3         | 27 de septiembre de 2015 | 18 de diciembre de 2015 | Yamilet de la Jara | Susan Ochoa      | Jairo Tafuro   | Jair Mendoza   | Álex Lora           | Cristian Rivero | Jesús Alzamora           | Luis                          | Eva                           | Gian                          | Alex                          |        |
| 4         | 14 de junio de 2021      | 26 de agosto de 2021    | Marcela Navarro    | Randy Feijoo     | Valeria Zapata | Aldair Sánchez | Guillermo Dávila    | Cristian Rivero | Karen Schwarz            | Eva                           | Mike                          | Guillermo                     | Daniela                       |        |
| 5         | 4 de julio de 2022       | 20 de agosto de 2022    | Lita Pezo          | Edu Lecca        | Veruska Verdú  | Beik           | Eva Ayllón          | Cristian Rivero | Pedro Pablo Corpancho    | Christian                     | Eva                           | Noel                          | Daniela                       |        |
| 6         | 16 de enero de 2023      | 18 de marzo de 2023     | Luis Manuel        | Asmir Young      | Lucero Lopez   | Lucy Young     | Mauricio Mesones    | Jesús Alzamora  | María Paz Gonzáles-Vigil | Mauricio                      | Eva                           | Raúl                          | Marín                         |        |

## La voz Kids
A finales del año 2013, Frecuencia Latina lanzó un spot publicitario convocando a audiciones de niños entre 8 a 15 años para la versión peruana de La voz Kids. Este programa se estrenó el 13 de enero de 2014 y fue coconducido por Cristian Rivero y Almendra Gomelsky. Los entrenadores fueron las peruanas Eva Ayllón, Anna Carina y el mexicano Kalimba.

## La voz Senior
La voz Senior es la versión de La voz Perú con concursantes mayores de 60 años de edad, basado en el formato The Voice Senior.
La primera temporada se estrenó el día 27 de agosto de 2021. Aún en emisión, tiene como presentador a Cristian Rivero. Se incluyó como entrenadores al peruano Tony Succar y el emblemático dueto argentino Pimpinela (estos dos últimos en silla doble), mientras que Eva Ayllón y Daniela Darcourt seguirían desde La voz Perú.
La segunda edición comienza el 22 de agosto y los coaches serán nuevamente Eva Ayllón y Daniela Darcourt, además de Raúl Romero y René Farrait (ex cantante de Menudo)

## La voz Generaciones
Basado en el formato de The Voice Generations, parte de la franquicia internacional The Voice producido por Rayo en la Botella S.A.C. y transmitido por Latina Televisión desde el 8 de diciembre del 2022.
A diferencia de La voz Perú, el programa presenta grupos de al menos dos miembros provenientes de diferentes generaciones sin límite de edad. Los grupos deben tener una relación preexistente como familiares, amigos, estudiantes y profesores, vecinos, etc.
La primera edición será conducida por Cristian Rivero y coconducido por Karen Schwarz, y contará con la participación de Eva Ayllón, Christian Yaipén y Tony Succar junto a su madre, la cantante Mimy Succar (en una silla doble).[cita requerida]

## Premios y nominaciones
| Año  | Premio                       | Nominación      | Categoría                  | Resultados |
| ---- | ---------------------------- | --------------- | -------------------------- | ---------- |
| 2013 | Premios Luces de El Comercio | La voz Perú     | Mejor programa de talentos | Ganador    |
| 2013 | Premios Luces de El Comercio | Cristian Rivero | Mejor conductor            | Nominado   |
| 2014 | Premios Luces de El Comercio | La voz Perú     | Mejor programa de talentos | Ganador    |